# Prva crnogorska vaterpolska liga 2014-2015
La Prva Liga 2014-2015 è la 9ª edizione della massima serie del campionato montenegrino maschile di pallanuoto. Ha avuto inizio con la prima giornata il 9 aprile 2015 e si concluderà con la sesta e ultima giornata il 5 maggio 2015.
Cambia il formato della competizione rispetto alle stagioni passate, quando la stagione regolare coincideva con la Lega Adriatica (oggi Regionalna Liga) e il titolo di campione nazionale si decideva a seguito della disputa di semifinali e finale. A partire dalla nuova stagione è previsto un doppio girone all'italiana tra le quattro squadre partecipanti, per un totale di 6 giornate.
Vengono assegnati dei punti bonus in base al piazzamento in Regionalna Liga: tre punti allo Jadran, due al Budva e uno al Primorac. L'Akademija Cattaro, che non prende parte alla manifestazione che riunisce i migliori club balcanici, parte da 0.

## Squadre partecipanti
| Club              | Città       | Piscina                            | Stagione 2013-2014  |
| ----------------- | ----------- | ---------------------------------- | ------------------- |
| Akademija Cattaro | Cattaro     | Piscina Nikša Bućin                | 4º posto            |
| Budva             | Budua       | Piscina comunale Dragan Trifunović | 2º posto, Finalista |
| Jadran H.N.       | Castelnuovo | Piscina Simo Milošević             | 1º posto, Vincitore |
| Primorac          | Cattaro     | Piscina Nikša Bućin                | 3º posto            |

## Girone all'italiana

### Classifica
| Pos. | Squadra           | Pt | G | V | N | P | GF | GS | DR  |
| ---- | ----------------- | -- | - | - | - | - | -- | -- | --- |
| 1.   | Jadran H.N.       | 18 | 6 | 5 | 0 | 1 | 72 | 34 | +38 |
| 2.   | Budva             | 15 | 6 | 4 | 1 | 1 | 58 | 52 | +6  |
| 3.   | Primorac          | 8  | 6 | 2 | 1 | 3 | 40 | 44 | -4  |
| 4.   | Akademija Cattaro | 0  | 6 | 0 | 0 | 6 | 32 | 72 | -40 |

### Risultati
| Data   | And. | 1º turno         | Rit. | Data    |
| 9 apr. | 6-6  | Budva - Primorac | 7-6  | 28 apr. |
| 9 apr. | 16-3 | Jadran - Cattaro | 11-3 | 29 apr. |

| Data    | And. | 3º turno          | Rit. | Data   |
| 25 apr. | 15-7 | Budva - Cattaro   | 12-8 | 5 mag. |
| 25 apr. | 5-8  | Primorac - Jadran | 5-12 | 5 mag. |

| Data    | And. | 2º turno           | Rit.  | Data   |
| 21 apr. | 4-10 | Cattaro - Primorac | 7-8   | 2 mag. |
| 21 apr. | 14-6 | Jadran - Budva     | 11-12 | 2 mag. |

## Finali

### Finale 3º-4º posto
| Cattaro 7 maggio 2015, ore 19:30 CEST Gara 1                                                                                  | Primorac  | 10 – 7 (3-0, 3-3, 1-3, 3-1) referto | Akademija Cattaro | Piscina Nikša Bućin |
| \| \| \| \| \| Krivokapić, Saveljić: 3 Bulatović: 2 Kriještorac, Tzelatis: 1 \| Marcatori \| 3: Vušković 2: Đurović, Milaš \| |           |                                     |                   |                     |
| |           |                                     |                   |                     |
| Krivokapić, Saveljić: 3 Bulatović: 2 Kriještorac, Tzelatis: 1                                                                 | Marcatori | 3: Vušković 2: Đurović, Milaš       |                   |                     |

| Cattaro 9 maggio 2015, ore 19:00 CEST Gara 2 | Akademija Cattaro | 5 – 15 (1-2, 1-3, 0-5, 3-5) referto                                                 | Primorac | Piscina Nikša Bućin |
| \| \| \| \| \| Milaš: 2 Dončić, Đurović, Vušković: 1 \| Marcatori \| 4: Saveljić 3: Brguljan 2: Kriještorac, Krivokapić, Matković 1: Bulatović, Radonjić \| |                   |                                                                                     |          |                     |
| |                   |                                                                                     |          |                     |
| Milaš: 2 Dončić, Đurović, Vušković: 1 | Marcatori         | 4: Saveljić 3: Brguljan 2: Kriještorac, Krivokapić, Matković 1: Bulatović, Radonjić |          |                     |

### Finale per il titolo
| Arbitri: | Božo Đurašković Petar Abramović |

|                                                                               |           |                                                            |
| Sarić, Ukropina: 4 Drašković: 2 Baničević, Moskov, Sekulić, Spaić, Vidović: 1 | Marcatori | 2: Đurđić, Vujašević, Vukmirović 1: P. Ćetković, Radanović |

| Arbitri: | Petar Abramović Božo Đurašković |

|                                                  |           |                                                               |
| Đurđić: 3 Radunović: 2 P. Ćetković, Radanović: 1 | Marcatori | 4: Latinović 2: Sarić, Vidović 1: Drašković, Popadić, Sekulić |

## Classifica marcatori
Aggiornata al 5 maggio 2015
| Gol |  |  | Giocatore             | Squadra           |
| --- |  |  | --------------------- | ----------------- |
| 12  |  |  | Bogdan Đurđić         | Budva             |
| 12  |  |  | Nikolas Saveljić      | Primorac          |
| 11  |  |  | Jovan Sarić           | Jadran H.N.       |
| 9   |  |  | Blažo Mitrović        | Budva             |
| 8   |  |  | Marko Vukmirović      | Budva             |
| 8   |  |  | Nebojša Vušković      | Akademija Cattaro |
| 8   |  |  | Dragan Drašković      | Jadran H.N.       |
| 7   |  |  | Željko Đurović        | Akademija Cattaro |
| 7   |  |  | Bojan Baničević       | Jadran H.N.       |
| 6   |  |  | Petar Ćetković        | Budva             |
| 6   |  |  | Nikola Murišić        | Budva             |
| 6   |  |  | Željko Dončić         | Akademija Cattaro |
| 6   |  |  | Dušan Milaš           | Akademija Cattaro |
| 6   |  |  | Nikola Moskov         | Jadran H.N.       |
| 6   |  |  | Aleksa Ukropina       | Jadran H.N.       |
| 6   |  |  | Stefan Vidović        | Jadran H.N.       |
| 6   |  |  | Dimitrije Kriještorac | Primorac          |
| 6   |  |  | Ivan Radonjić         | Primorac          |